# بطريق هومبولت

بطريق هومبولت هو بطريق متوسط الحجم يعيش في أمريكا الجنوبية يقدر عدد البطريق بحوالي 32 ألف فرد وهو آخذ في الانخفاض.